# سیلوین گرنیر
سیلوین گرنیر (انگلیسی: Sylvain Grenier؛ زادهٔ ۲۶ مارس ۱۹۷۷) کشتی‌گیر کشتی حرفه‌ای، و مدل (شخص) اهل کانادا است.